# Plaskdamm
Plaskdamm kallas ibland för en vattenlek. För det bredare begreppet, se Vattenlek

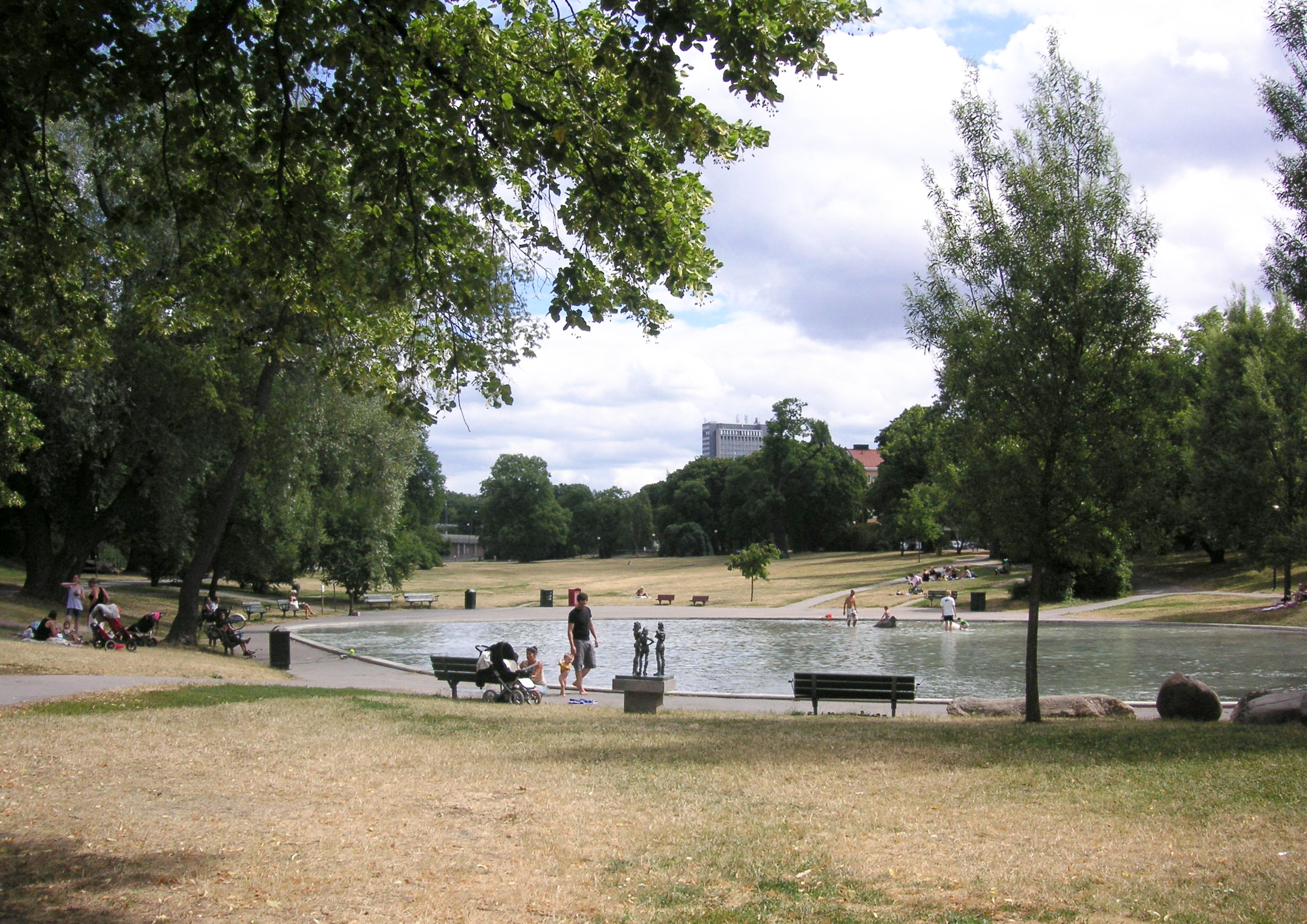
Fredhällsparkens plaskdamm, vy österut med DN-skrapan i bakgrunden, juli 2010.

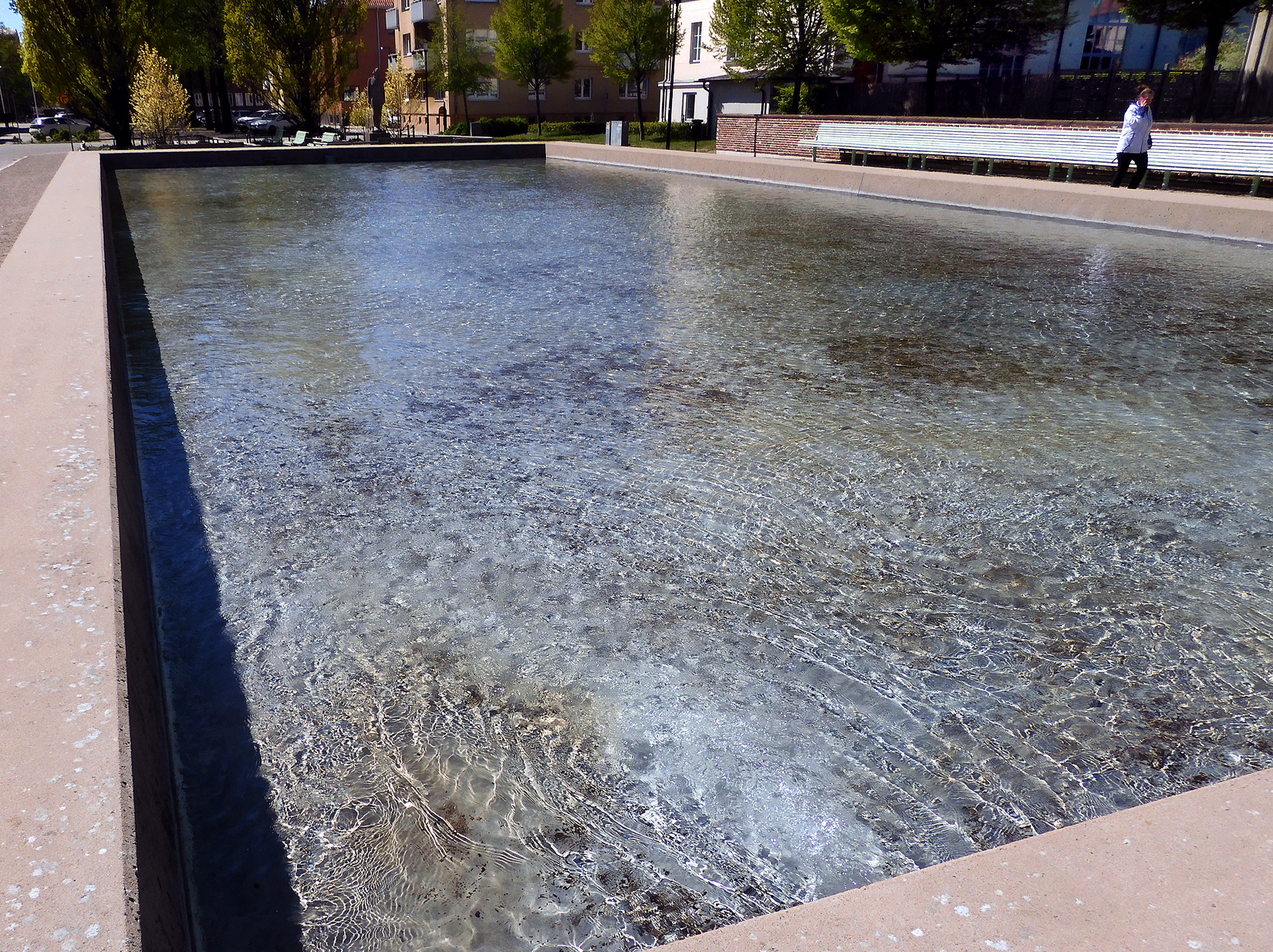
Plaskdamm vid Bollhusgatan i centrala Ystad, maj 2024.

En plaskdamm eller vattenlek är en grund simbassäng avsedd för barn i det offentliga rummet, som i parker eller stadsrummet.

## Plaskdammar i Sverige
Plaskdammar anlades i många stadsdelar i Sveriges städer på 1900-talet. Begreppet plaskdamm förekom i svensk dagspress redan 1912. Många plaskdammar på offentliga platser och parker har på senare år stängts av hygieniska skäl och säkerhetsskäl.
På 1960-talet framhölls att en stor plaskdamm (250–300 m²) med ett vattendjup av 30–40 cm är en härlig sommarlekplats, men att den också är dyr och svår att underhålla, då det kunde krävas särskilda anläggningar för rening och klorering av vattnet. Plaskdammar borde därför anläggas så att de även kunde användas med vattnet urtömt. Ett billigare alternativ vore enbart en fristående dusch. Drickfontäner och kar med rinnande vatten var en alternativ vattenlek, vanlig i Schweiz. Vid anläggning av badhus nämndes småbarnsbassäng (20–50 m², 0,2–0,5 m djup) som en särskild kategori. Men det poängterades i sammanhanget att man "endast i undantagsfall" har möjlighet att bygga bassänger av alla kategorier.

### Plaskdammar i bruk i svenska kommuner
- Göteborg
  - Älvsborgsdammen på Älvsborgsplan i stadsdelen Kungsladugård. Den har kunnat hållas öppen eftersom den är försedd med reningsanläggning.
- Linköping
  - Johannelunds plaskdamm, föreningsdriven.
- Stockholm
  - Plaskdammen i Fredhällsparken i Fredhäll på västra Kungsholmen.
  - Gustav Adolfparkens plaskdamm på Östermalm.
  - Motalaparkens plaskdamm i Hjorthagen.
  - Plaskdammen i Observatorielunden (intill Sveavägen) i Vasastaden (byggd år 1932).
  - Plaskdammen i Sätradalsparken i Sätra i sydvästra Stockholm.
  - Tegnérlundens plaskdamm i Vasastaden/Norrmalm.
  - Plaskdammen i norra delen av Tessinparken på Gärdet.
  - Vivstavarvsparkens plaskdamm i Stureby.
  - Blackens plaskdamm i Blackeberg.
- Sundbyberg
  - Plaskdamm vid Golfängarna mot Ör
  - Plaskdamm i Marabouparken
  - Plaskdamm i Tornparken